# Martín Redrado

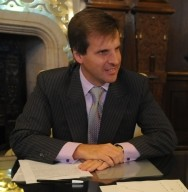
Martín Redrado

Héctor Martín Pérez Redrado (* 10. September 1961 in Buenos Aires) ist ein argentinischer Wirtschaftswissenschaftler und Politiker. Seit 2004 ist er Vorsitzender der Zentralbank Argentiniens. Von diesem Posten wurde er 2009 durch ein Dekret der Regierung Kirchners enthoben. Ob es in Kraft tritt, war bis zum Rücktritt Pedrados am 29. Januar 2010 eine offene Frage.

## Leben
Redrado studierte Wirtschaftswissenschaften an der Universidad de Buenos Aires und schloss in dem Fach in Harvard ab. In der Folge war er als Partner der Salomon Brothers Berater mehrerer Privatisierungsvorhaben; darunter British Airways, British Gas, Compagnie Financière de Suez und Teléfonos de México.
1991 kehre er nach Argentinien zurück. Wirtschaftsminister Domingo Cavallo setzte ihn als Präsident der argentinischen Wertpapierkommission (CNV) ein. 1992 wurde er Präsident des Emerging Markets Committee der International Organization of Securities Commissions. 1994 wurde er wegen Differenzen bezüglich der Privatisierung des staatlichen Ölkonzerns YPF der öffentlichen Ämter enthoben, nachdem er das Vorgehen Merrill Lynchs und First Bostons in der Sache als betrügerisch bezeichnete. Er gründete in der Folge die Denkfabrik Fundación Capital. 1995 war er einer der 100 Leaders of the Next Millennium des Time Magazines.
Während des dot-com Booms gründete er 2000 eine Webseite für Wertpapierhandel, (die dritte in Argentinien) die trotz der Argentinien-Krise gute Geschäfte machte. 2002 bekam er den Posten des Staatssekretärs des Handelsministeriums unter Eduardo Duhalde zugesprochen, den er auch unter dessen Nachfolger Néstor Kirchner hielt. Im September 2004 verließ er das Ministerium um die Präsidentschaft der argentinischen Zentralbank einzunehmen. In dieser Funktion wurde er im Dezember 2007 durch Präsidentin Cristina Fernández de Kirchner bestätigt.
Aufgrund der internationalen Finanzkrise ab 2007 war die Regierung gezwungen, Devisen für die steigenden öffentlichen Ausgaben und Auslandsschulden zu mobilisieren. Die Präsidentin forderte dafür ein Konto mit 6,7 Milliarden US$ an. Redrado kritisierte diese Entscheidung heftig und weigerte sich zunächst, sie umzusetzen. In der Folge wurde er per Dekret durch die Präsidentin und ihr Kabinett des Amtes enthoben.

### Kontroverse um die Entlassung
Seine Entlassung provozierte mehrere Debatten im argentinischen Nationalkongress. Die Legitimität des Dekrets wird mit Berufung auf die nominale Autarkie der Zentralbank und die Notwendigkeit eines Notstandes beziehungsweise Dringlichkeit gegenwärtig (Stand Januar 2009) geprüft.
In einem Gerichtsurteil durch Richterin María José Sarmiento wurde Redrados Position bestätigt, dass einerseits die von Kirchner vorgeschlagene Nutzung der Reserven nicht rechtens und andererseits die Amtsenthebung zu annullieren sei. Die Regierung kündigte an, die Urteile anfechten zu wollen. Am 29. Januar 2010 trat er schriftlich von seinem Amt zurück.

## Werke
- Tiempos de desafíos, 1995
- Cómo sobrevivir a la globalización, 1999
- Exportar para crecer, 2003